# Cyanocorax mystacalis
Cyanocorax mystacalis е вид птица от семейство Вранови (Corvidae).

## Разпространение
Видът е разпространен в Еквадор и Перу.